# King Biscuit Flower Hour Presents: Deep Purple in Concert
King Biscuit Flower Hour Presents: Deep Purple in Concert — живий альбом англійської групи Deep Purple, який був випущений у липні 1995 року.

## Композиції
1. Burn — 8:15
2. Lady Luck — 3:13
3. Gettin' Tighter — 13:42
4. Love Child — 5:49
5. Smoke on the Water/Georgia on My Mind — 8:59
6. Lazy/The Grind — 22:29
7. This Time Around — 7:05
8. Tommy Bolin Guitar Solo — 10:32
9. Stormbringer — 10:27
10. Highway Star/Not Fade Away — 7:16
11. Smoke on the Water — 9:31
12. Going Down — 7:30
13. Highway Star — 5:34

## Склад
- Девід Ковердейл — вокал
- Томмі Болін — гітара
- Джон Лорд — клавішні
- Гленн Х'юз — бас-гітара, спів
- Іан Пейс — ударні